# ファイブ・ネイションズ・パスポート・グループ
ファイブ・ネイションズ・パスポート・グループは、オーストラリア、カナダ、ニュージーランド、イギリス、アメリカ合衆国のパスポート発行機関が、パスポートの発行、開発、管理に関するベストプラクティスを共有するための国際フォーラムである。毎年開催され、参加機関の担当者が直接顔を合わせて行う非公式な会議である。2011年にはアイルランド外務貿易省なども招待された。少なくとも、2004年から開催されている。
加盟国の発行機関は、パスポート発行システムのほとんどが中央集権的であり、サービスチャネルも互いに類似しているため、互いに比較することが可能となっている。加盟国のいずれも強制的なパスポート管理システムを導入していないため、国民の個人情報は市民権のデータベースや登録簿では利用できない
。

## 加盟発行機関
以下は、各加盟国のパスポート発行機関である。
- オーストラリア: 旅券局（英語版）
- カナダ: 移民・難民・市民権省
- ニュージーランド: 内務省（英語版）
- イギリス: 旅券局（英語版）
- アメリカ合衆国: 国務省

## 規格
共通のフォーマットに従った欧州連合旅券とは異なり、加盟国のパスポートは、開発に関連するベストプラクティスや情報を共有することで発展していく。しかし、全加盟国のパスポートは、全て生体認証と機械読み取りが可能で、B7サイズ（ISO/IEC 7810 ID-3、88mm×125mm）という共通点を持つ。
加盟国のパスポート所有者は、互いに加盟国の自動出入国管理システムを利用することができる。具体的には、オーストラリアとニュージーランドのSmartgateと、イギリスのePassportゲートが利用可能である。同様に、イギリスの所有者は、アメリカ合衆国のグローバル・エントリー・プログラムが利用でき、カナダの所有者はNEXUSプログラムを利用できる。オーストラリアもグローバル・エントリー・プログラムへの参加を予定している。

## 発行
以下は、それぞれの加盟国のパスポート発行数である。
| 加盟国           | 加盟国           | 発行数             |
| ---------------- | ---------------- | ------------------ |
| オーストラリア   | オーストラリア   | 14,614,941 (2020)  |
| カナダ           | カナダ           | 23,790,000 (2018)  |
| ニュージーランド | ニュージーランド | 2,900,000          |
| イギリス         | イギリス         | 51,116,513 (2019)  |
| イギリス         | ジブラルタル     | 2,240 (2019)       |
| イギリス         | その他           | 421,828 (2019)     |
| アメリカ合衆国   | アメリカ合衆国   | 143,116,633 (2020) |